# Apollo Pad Abort Test 2

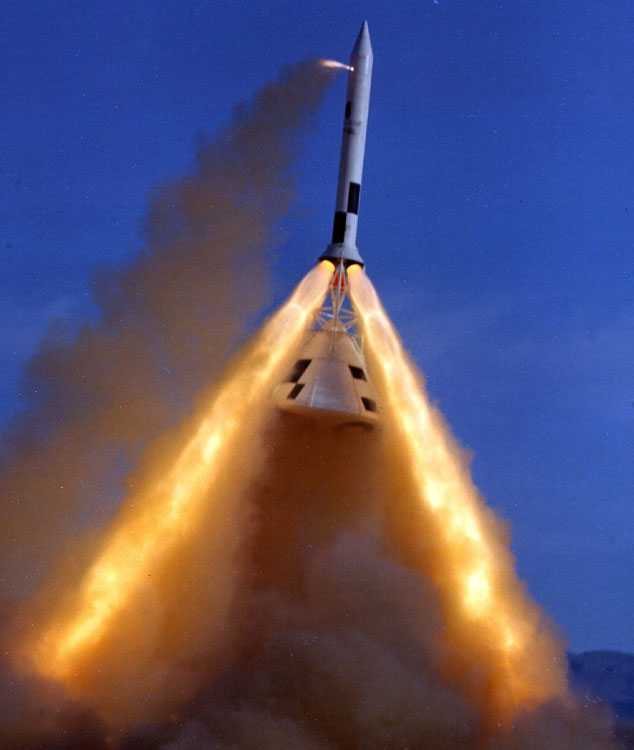
Apollo Pad Abort Test 2

Apollo Pad Abort Test 2 (PA-2) – drugi test awaryjnego przerwania startu na wyrzutni przeprowadzony w ramach programu Apollo.

## Cele testu
Test działania na wyrzutni systemu rakietowego systemu ratunkowego (LES) w pełnej konfiguracji, tj. z osłoną modułu dowodzenia (Boost Protective Cover – BPC), skrzydełkami sterującymi i spadochronami hamującymi.

## Parametry
1. Masa całkowita: 9800 kg
2. Masa ładunku: 5800 kg
3. Maksymalna wysokość: 1,6 km

## Przebieg testu
29 czerwca 1965 roku na poligonie  White Sands Missile Range w Nowym Meksyku wykonano kolejny Pad Abort Test. Użyto w nim makietę modułu dowodzenia statku Apollo (tzw. boilerplate) o numerze BP-23, którą wykorzystano wcześniej w misji A-002. Makieta została odświeżona, zmodyfikowana i przemianowana na BP-23A. Start makiety nastąpił o 13:00:01 GMT. Siłą napędową makiety był system LES, wieżyczka o długości dziewięciu metrów, umieszczona na szczycie modułu dowodzenia statku Apollo. LES służył do ewakuacji załogi podczas ewentualnej awarii w trakcie startu rakiety. Za napęd służyły zamontowane na wieżyczce silniki na paliwo stałe. Test zakończył się sukcesem. LES wyniósł BP-23A na wysokość 1,6 kilometra.
Test ten ostatecznie rozwiał obawy dotyczące zarówno osłony BPC (Boost Protective Cover, osłona modułu dowodzenia), jak i systemu sterowania LES.